# Scotty Rankine
Scotty Rankine, wł. Robert Scade Rankine, (ur. 6 stycznia 1909 w Hamilton w Szkocji, zm. 10 stycznia 1995 w Wasaga Beach) –  kanadyjski lekkoatleta specjalizujący się w biegach długodystansowych.
Zajął 11. miejsce w biegu na 5000 metrów na igrzyskach olimpijskich w 1932 w Los Angeles.
Zdobył srebrny medal w biegu na 6 mil przegrywając jedynie z Arthurem Pennym z Anglii, a wyprzedzając innego Anglika Arthura Furze, a także zajął 4. miejsce w biegu na 3 mile na igrzyskach Imperium Brytyjskiego w 1934 w Londynie. Odpadł w eliminacjach biegu na 5000 metrów oraz nie ukończył biegu na 10 000 metrów na igrzyskach olimpijskich w 1936 w Berlinie.
Ponownie zdobył srebrny medal w biegu na 6 mil (przegrywając jedynie z Cecilem Matthewsem z Nowej Zelandii, a wyprzedzając Wally’ego Haywarda ze Związku Południowej Afryki), a także wywalczył brązowy medal w biegu na 3 mile (za Matthewsem i Peterem Wardem z Anglii) na igrzyskach Imperium Brytyjskiego w 1938 w Sydney. Na tych igrzyskach był też zgłoszony do biegu maratońskiego, ale w nim nie wystartował.
Był mistrzem Kanady w biegu na 3 mile w 1932 i 1934.